# Boyne (Schiff, 1790)
Die Boyne war ein 98-Kanonen-Linienschiff 2. Ranges und Typschiff der gleichnamigen Klasse der britischen Marine, das von 1790 bis 1795 in Dienst stand.

## Geschichte

### Bau
Die spätere Boyne wurde am 21. Januar 1783 bestellt und am 4. November 1783 bei der Marinewerft im Londoner Stadtteil Woolwich auf Kiel gelegt. Der Stapellauf erfolgte am 27. Juni 1790 und die Fertigstellung am 21. November 1790, wobei bis zu diesem Zeitpunkt die Schiffbaumeister Henry Peake, Martin Ware und John Nelson mit der Bauausführung betraut waren. Die Baukosten betrugen 59.043 Pfund.

### Einsatzgeschichte
Bereits am 18. August 1790 wurde die Boyne, unter dem Kommando von Captain George Bowyer, offiziell in Dienst gestellt und ausgerüstet. Dies erfolgte aufgrund der zu dieser Zeit herrschenden Spannungen mit Spanien (siehe Nootka-Krise). Nach Beruhigung der Lage wurde das Schiff Ende Januar 1791 abgemustert und aufgelegt. Dies war notwendig, da der Unterhalt und die Bemannung dieser großen Kriegsschiffe in Friedenszeiten zu viele Ressourcen der britischen Marine gebunden hätten.
Im Zuge der französischen Revolution kamm es ab April 1792 zum Krieg (Erster Koalitionskrieg) zwischen Frankreich und dem Habsburgerreich bzw. Preußen, welchem auch Großbritannien ab Februar 1793 beitrat. In Vorbereitung dieses Kriegseintritts wurde auch die Boyne ausgerüstet, wobei die ursprünglich geplante Bestückung mit 6-Pfünder-Kanonen auf Back- und Achterdeck auf 12-Pfünder geändert wurde. Die Wiederindienststellung der Boyne, unter dem Kommando von Captain William Albany Otway, erfolgte am 25. Dezember 1792. Sie operierte in den folgenden Monaten in heimischen Gewässern, wobei es im Juni 1793 im Kanal gelang, das mit 20 Kanonen ausgerüstete französische Kaperschiff Le Guidelon zu erbeuten.
Am 25. September 1793 hatten Vizeadmiral Sir John Jervis und Generalleutnant Sir Charles Grey den Befehl erhalten, die französischen Inseln in der Karibik einzunehmen. Für diese Operation wählte Jervis die Boyne als sein Flaggschiff. Des Weiteren wurde Captain George Grey, der Sohn von Sir Charles Grey, am 1. November 1793, als Ersatz für Captain Otway, mit dem Kommando über das Schiff betraut. Im großteil des folgenden Jahres 1794 operierte die Boyne in der Karibik und war an der Eroberung von Martinique und Guadeloupe beteiligt, bevor das Schiff wieder nach England zurückkehrte und am 21. Januar 1795 in den Spithead einlief.

### Verlust

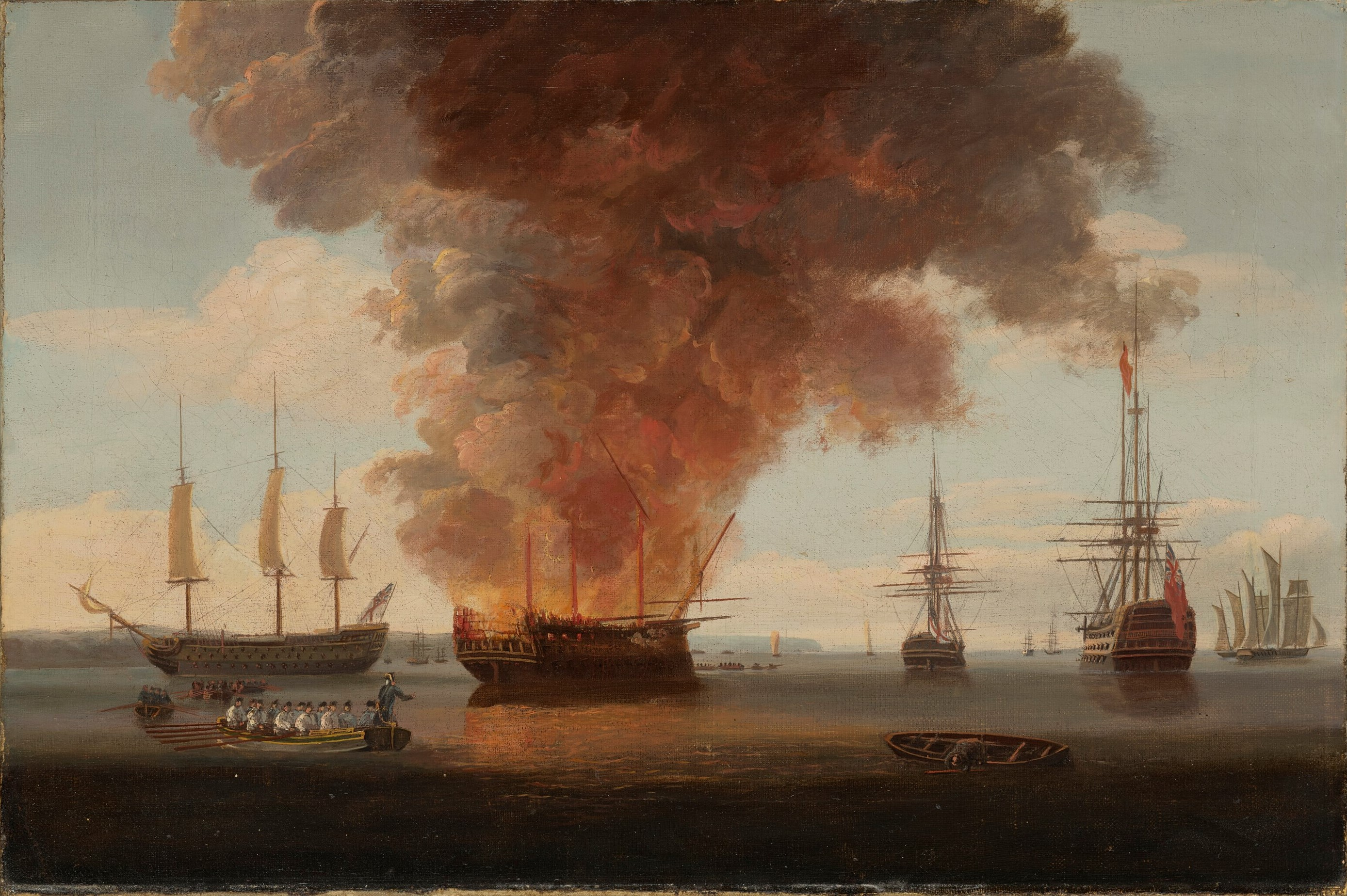
Die brennende Boyne

Die Boyne lag am 1. Mai 1795 auf Reede in Spithead und auf ihrem Achterdeck waren Marineinfanteristen mit Ausbildungstätigkeiten beschäftigt, als in den Räumlichkeiten des Admirals ein Feuer ausbrach. Dieses wurde aber erst entdeckt, als es sich durch das Hüttendeck gefressen hatte. Brandbekämpfungsmaßnahmen scheiterten und nach einer halben Stunde stand das ganze Schiff in Flammen. Nachdem durch die umliegenden Schiffe die Notlage der Boyne bemerkt wurde, ließen diese Boote zur Unterstützung zu Wasser, welche bis auf 11 Mann die gesamte Besatzung bergen bzw. retten konnten. Gleichzeitig verholten die umliegenden Schiffe, trotz ungünstiger Winde und Strömung, aus dem Gefahrenbereich und verhinderten so ihre eigne Beschädigung oder Zerstörung.
Neben den elf getöteten Besatzungsmitgliedern der Boyne kam es zu weiteren Opfern auf anderen Schiffen, da durch die Hitze des Brandes die geladenen Kanonen auslösten, welche zwei Seeleute an Bord des Linienschiffes Queen Charlotte töteten und einen verletzten.
Im Tagesverlauf wurden durch das Feuer auch die Ankertrossen zerstört, sodass das brennende Wrack in einem unkontrollierbaren Zustand auf einer der Hauptreeden der britischen Marine lag. Durch günstige Winde wurde es aber nach Osten getrieben, wo es auf einer Sandbank vor Southsea Castle strandete und später explodierte.

### Das Wrack
Da das Wrack der Boyne für die Schifffahrt eine Gefahr darstellte, wurden am 30. August 1838 und 24. Juni 1840 jeweils Sprengungen an diesem durchgeführt. Heute markiert eine Boje (Boyne Buoy) die Position des Restes des Wracks. 

## Liste der Kommandanten
| Name                         | Beginn der Amtszeit | Ende der Amtszeit |
| ---------------------------- | ------------------- | ----------------- |
| Captain George Bowyer        | 18. August 1790     | 10. Januar 1791   |
| außer Dienst bzw. aufgelegt  |                     |                   |
| Captain William Albany Otway | 25. Dezember 1792   | 4. November 1793  |
| Captain George Grey          | 1. November 1793    | 1. Mai 1795       |